# Rio Frio (Arcos de Valdevez)
Rio Frio é uma povoação portuguesa sede da Freguesia de Rio Frio do Município de Arcos de Valdevez, freguesia com 19,28 km² de área e 536 habitantes (censo de 2021), tendo, por isso, uma densidade populacional de 27,8 hab./km².

## Demografia
A população registada nos censos foi:
| Distribuição da População por Grupos Etários | Distribuição da População por Grupos Etários | Distribuição da População por Grupos Etários | Distribuição da População por Grupos Etários | Distribuição da População por Grupos Etários |
| -------------------------------------------- | -------------------------------------------- | -------------------------------------------- | -------------------------------------------- | -------------------------------------------- |
| Ano                                          | 0-14 Anos                                    | 15-24 Anos                                   | 25-64 Anos                                   | > 65 Anos                                    |
| 2001                                         | 94                                           | 101                                          | 387                                          | 307                                          |
| 2011                                         | 45                                           | 51                                           | 288                                          | 300                                          |
| 2021                                         | 34                                           | 30                                           | 204                                          | 268                                          |